# Hulmen
Der Hulmen ist mit 687 m ü. M. die höchste Erhebung der Stadt Winterthur im Kanton Zürich.

## Geografie
Der Hulmen befindet sich am östlichen Rand von Winterthur im Stadtkreis Seen. Ein Teil des Hulmen im Osten gehört ebenfalls Schlatt ZH, jedoch liegt der höchste Punkt ausschliesslich auf Gemeindegebiet von Winterthur. Der Hulmen wird umgeben von den Winterthurer Aussenwachten Eidberg im Westen und Ricketwil im Norden sowie die zur Gemeinde Schlatt gehörende Ortschaft Waltenstein. Steiler fällt der Hulmen zudem zum Mattenbach im Norden und Bolsterenbach im Süden ab.
Der Wald auf Stadtgebiet befindet sich zur Hälfte im Besitz der Stadt (Teil der ehemaligen Zivilgemeinde Eidberg) und zur Hälfte im Besitz diverser Privateigentümer.

## Geologie
Der Hulmen besteht im Norden und Süden vorwiegend aus tertiären Schichten der Oberen Süsswassermolasse, die vor fünf bis 16 Mio. Jahren entstanden. Es finden sich jedoch auf dem Hochplateau auch jüngere, quartäre Ablagerungen aus der letzten Eiszeit. An den Hängen findet sich auch Hanglehm.

## Rundweg um Winterthur
Der Hulmen wird in einer von Eidberg nach Tolhusen führenden Etappe des Rundwegs um Winterthur überquert.